# 헬스커넥트
헬스커넥트 주식회사(HealthConnect Co., Ltd.)는 서울대학교병원과 SK텔레콤이 합작투자하여 2012년 1월부터 업무를 개시한 회사이다. 모바일 통신기술을 기반으로 의료현장의 목소리와 사용자 요구를 토대로 한 사용자 중심의 혁신적인 헬스케어 서비스 플랫폼/솔루션을 개발 및 공급하는 것을 목표로 한다.